# Йоан Бабунов
Йоан (Иван) Бабунов е български свещеник и революционер, деец на Вътрешната македоно-одринска революционна организация.

## Биография
Бабунов е роден в дримколското село Нерези. Става свещеник. Влиза във ВМОРО и става един от ръководителите на Дримколската революционна околия. Убит е през Илинденско-Преображенското въстание през лятото на 1903 година. Според Милан Матов войводата Милош Павлов уж случайно убива Цветан Ябланишки и поп Йоан Бабунов, тъй като се бъркали в района му.